# Кассандра (півострів)

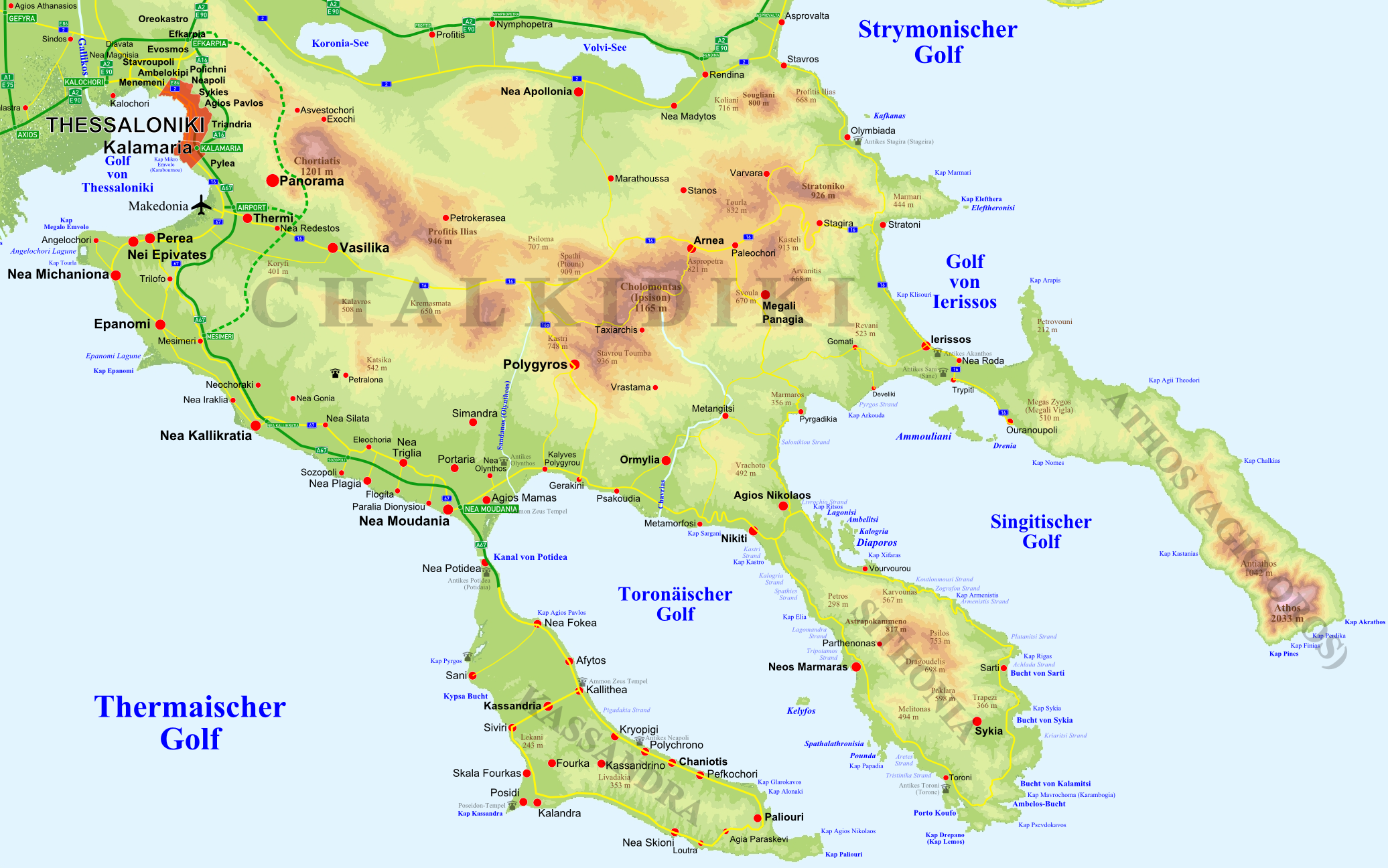
Західний півострів — Кассандра

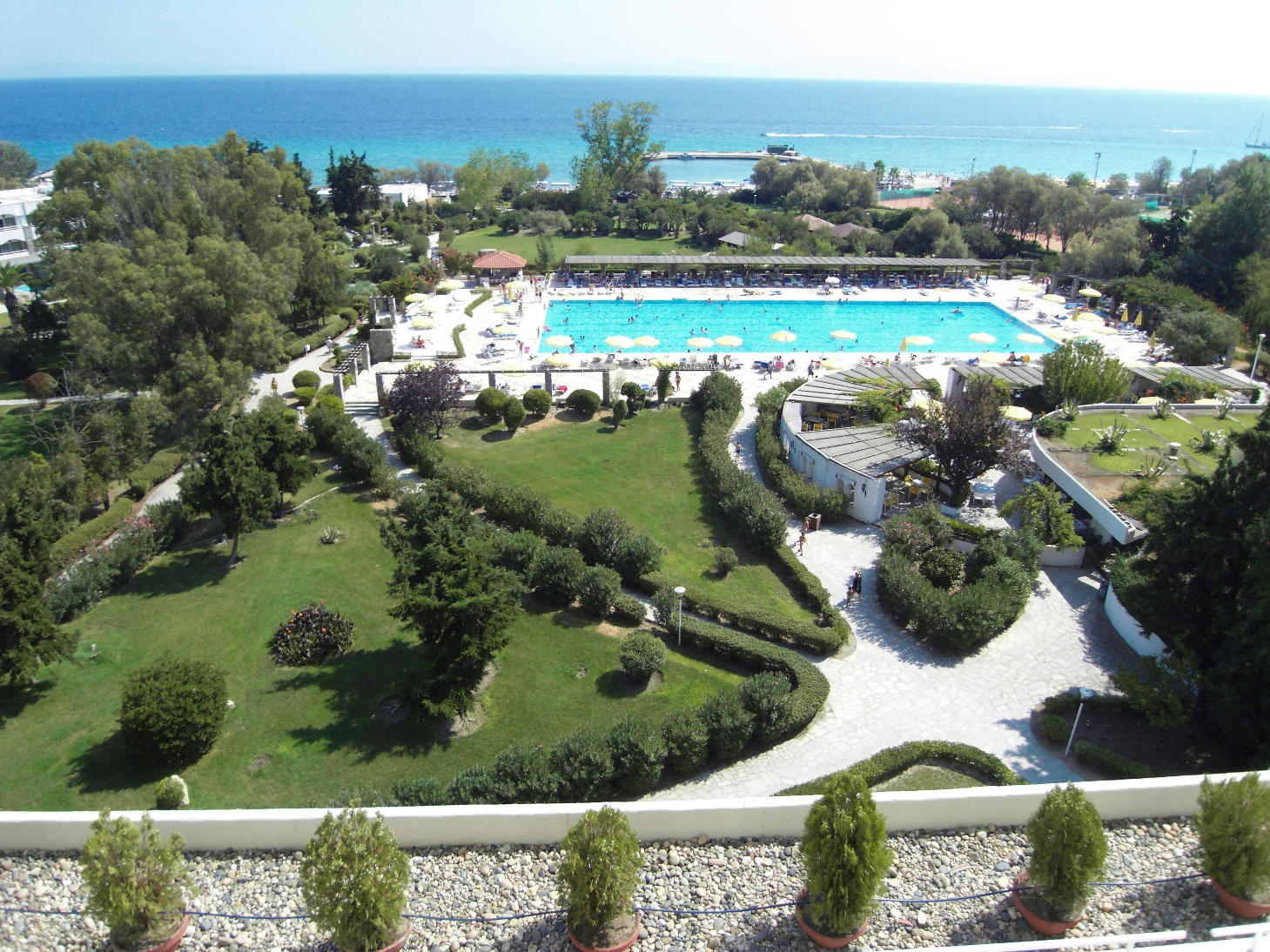
Готель Athos Palace, Кассандра

40°00′44″ пн. ш. 23°25′48″ сх. д. / 40.01222° пн. ш. 23.43000° сх. д.
Кассандра — півострів, так званий перший або західний «палець» півострова Халкідіки. Протяжність 50 км, завширшки 15 км. У найвужчому місці півострів перерізає канал Потідея, що сполучає Термейську затоку із затокою Кассандри. Своє ім'я півострів отримав на честь Македонського царя Кассандра.
Відстань від Міжнародного аеропорту «Македонія» міста Салоніки до міст (селищ) на півострові: Неа-Муданія — 50 км, Сані — 80 км, Каландра — 105 км, Певкохорі — 105 км, Ханіоті — 100 км, Кріопігі — 90 км, Калітея — 75 км.
Кассандра відрізняється від інших районів Халкідіки розвиненою та надзвичайно сучасною інфраструктурою. На її території побудовано розкішні готельні комплекси. Кілька пляжів відзначено блакитним прапором ЮНЕСКО. Вона по праву вважається найкращим курортом материкової Греції.